# Conversio Bagoariorum et Carantanorum
Conversio Bagoariorum et Carantanorum (slovensko Spreobrnjenje Bavarcev in Karantancev) je latinska zgodovina, napisana v Salzburgu v 870. letih. Opisuje življenje in kariero ustanovitelja Salzburške nadškofije svetega Ruperta († 710), predvsem njegovo misijonsko delo na Bavarskem ter dejavnosti škofov in opatov v salzburški nadškofiji. Zaključi se s kratko zgodovino Karantanije.
Delo je morda napisal Adalvin, takratni rezidenčni salzburški nadškof. Njegov namen je bil dati kralju Ludviku Nemškemu poseben zgodovinski pogled na nedavna navzkrižja med misijonarskim delom, ki se je izvajalo iz Salzburga, in tistim, ki sta ga izvajala brata Ciril in Metod, ki sta oznanjala novo vero med slovanskim ljudstvom Velikomoravske in Panonije. Trije rokopisi se nanašajo na cerkev, posvečeno za Pribino v njegovi domeni, imenovani Nitrava.

## Tiskane izdaje
- Wolfram, Herwig, ur. (1979). Conversio Bagoariorum et Carantanorum. Dunaj: Böhlau.
- Bartoňková, Dagmar in drugi, ur. (1969). Libellus de conversione Bagoariorum et Carantanorum (i.e. Conversio). Magnae Moraviae fontes historici III. Praga: Statni pedagogicke nakl.